# مجتمع مسکونی پارک پرنس
مجتمع مسکونی پارک پرنس یکی از مجتمع‌های مسکونی معروف تهران است که در دهه ۱۳۵۰ شمسی ساخته و  طراحی آن توسط معمار ایتالیایی، ویکو مجیسترتی انجام گرفته است.زمین‌های این مجموعه در گذشته یکی از باغ‌های وقفی‌ میرزا یوسف مستوفی‌الممالک بود. در دهه چهل خورشیدی، مسعود ملک‌زاده یزدی این اراضی را که وسعت آن به ۶ هکتار بالغ می‌گردید، خریداری کرد و احداث مجتمع با همکاری مهندسان ایرانی، ایتالیایی، فرانسوی و آمریکایی انجام شد. مجتمع مسکونی پارک پرنس  شامل ۳۳۰ واحد مسکونی است که در ۳ بلوک مجزا ساخته شده است. زیربنای کل مجتمع ۶۸۰۰۰ متر مربع می‌باشد.